# Museo y Jardín Botánico Profesor Atilio Lombardo
El Museo y jardín botánico profesor Atilio Lombardo, más conocido como Jardín Botánico se encuentra ubicado en el barrio de El Prado de Montevideo, Uruguay, el cual es administrado por la Intendencia de Montevideo.

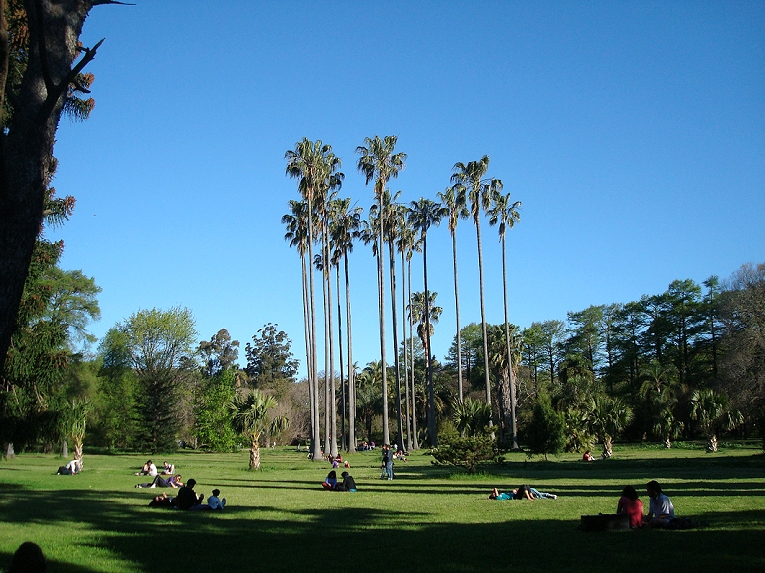
Grupo de Palmas Washingtonia robusta del Jardín Botánico de Montevideo

Funciona como centro de información y formación sobre botánica, así como centro de actividades científicas. Promueve el conocimiento y apreciación de plantas nativas del Uruguay y de otras regiones del mundo, uno de sus objetivos es divulgar el conocimiento de la botánica y las ciencias relacionadas haciéndolas más accesibles para el público en general.
Es un referente permanente en temas de botánica y manejo de áreas verdes en espacios públicos de todo el país, así como en la conservación de ecosistemas naturales y sus plantas nativas. Su Herbario es objeto de frecuentes visitas de investigadores extranjeros.
El código de identificación internacional del Museo y jardín botánico profesor Atilio Lombardo como miembro del Botanic Gardens Conservation International (BGCI), la sigla de su herbario es MVJB.

## Localización
El Museo y jardín botánico profesor Atilio Lombardo se encuentra en la Av. 19 de abril de 1181, CP 11.700 Montevideo, Uruguay. Cuenta con otra entrada por la Av. Luis Alberto de Herrera.

## Historia
El Jardín Botánico de Montevideo fue diseñado por el paisajista francés Carlos Racine, con el impulso de José Arechavaleta, quien tuvo la idea de realizar el parque, Cornelio Cantera quien donó el primer conjunto de plantas autóctonas y Daniel Muñoz, quien motivó a la opinión pública para apoyar el proyecto.
Fue fundado el 17 de abril de 1902, con una extensión de poco más de una hectárea. El predio se amplió incorporando áreas pertenecientes al vivero municipal y luego se anexaron terrenos por expropiación y donaciones.
En 1916 fue creada su Escuela de Jardinería, orientada a la formación de funcionarios municipales, y desde 1986 se extendieron diferentes tipos de cursos para público en general.
El profesor Atilio Lombardo lo dirigió desde 1940 hasta 1973, organizando las colecciones e incrementando en gran medida el herbario.
El ingeniero agrónomo forestal Carlos Brussa fue su director hasta septiembre de 2016. A partir de septiembre de 2018 asumió la dirección del Jardín Botánico de Montevideo Fabián Muñoz.

## Colecciones

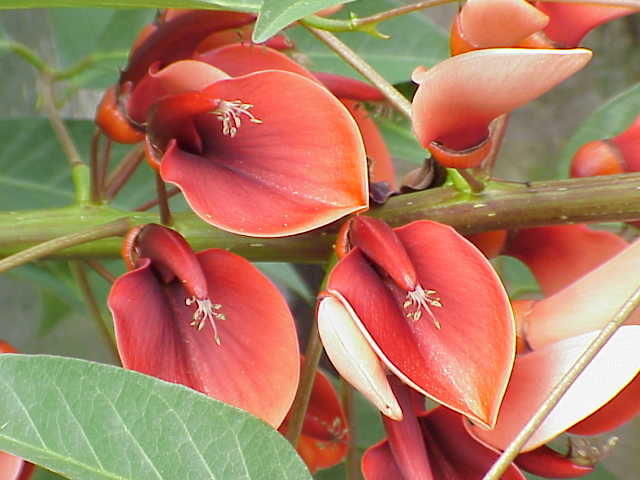
Floración del Ceibo (Erythrina crista-galli), la flor nacional de Uruguay

El Jardín Botánico cuenta con unos 1000 taxones, con especialización en plantas nativas de Uruguay, pero además tiene en su colección numerosas plantas de otras partes del mundo. 
Se encuentran agrupadas por su parentesco botánico en clases, órdenes y familias; por sus lugares de origen y por sus exigencias ecológicas de acuerdo a las condiciones del medio. La mayoría de las especies cuentan con identificación en cartelería donde se detalla el nombre científico y el nombre común, el área de ocurrencia natural y la familia botánica.
Entre sus colecciones vivas destacan:
- Colección de palmas. Con seis especies diferentes (Syagrus, Butia, Butia capitata, Butia yatay, Butia paraguayensis, Trithrinax, Trithrinax campestris y Trithrinax brasiliensis) y un híbrido natural (Butyagrus) como integrantes del conjunto de plantas autóctonas del país.[7]

Algunas de las especies más características del jardín:
- Heteropterys dumetorum (Grseb) Nied. Enredadera de la mariposa arbusto trepador de flores amarillas, de los bordes de los ríos. Presente en Argentina, Bolivia, Brasil, y Uruguay.
- Rhodophiala bifida (Herb.) Traub Azucenita roja planta bulbosa de flores rojo oscuro. Crece cerca de los ríos en Argentina (provincia de Buenos Aires) y Uruguay.
- Tillandsia arequitae (André) André ex Mez – Clavel del aire de Arequita, planta epifita. Se desarrolla en la superficie de las rocas, en el Departamento de Lavalleja. Endemismo de Uruguay.
- Erythrina crista–galli var. leucochlora Lombardo. Ceibo de flores blancas. Se encuentra en pantanales y bordes de cursos de agua. Endemismo de Uruguay.
- Habranthus gracilifolius Herb. Azucenita, planta bulbosa pequeña de flores rosas, se encuentra en la zona de la provincia de Buenos Aires y en Uruguay.

Cuenta también con un conjunto de colecciones específicas de plantas según diferentes ambientes tales como: xerófilas, acuáticas, tropicales, esciófilas (plantas de sombra) y dos colecciones temáticas vinculadas a plantas medicinales y gramíneas y plantas graminiformes.

### El museo
En el edificio central, a metros de la entrada por la Av. 19 de Abril, se encuentra el Museo Botánico que constituye un complemento documental para el estudio del jardín. Cuenta con una serie de paneles didácticos que ilustran diversos aspectos de la fisiología vegetal y una completa biblioteca especializada que reúne obras de consulta y publicaciones periódicas de instituciones afines. 
En su herbario reúne muestras secas de especies silvestres y cultivadas, clasificadas y ordenadas por familias de acuerdo con las normas científicas establecidas. Formado por las muestras colectadas por el profesor Atilio Lombardo por duplicado y muestras obtenidas por otros investigadores y técnicos de la Institución. Cuenta con una colección carpológica de la que se exhiben semillas y frutos secos de una gran variedad de especies.